# Брускіна Марія Борисівна
Марія Борисівна Брускіна (нар. 1924, Мінськ, Білорусь — 26 жовтня 1941, Мінськ, Білорусь) — учасниця мінського підпілля початкового періоду (серпень — вересень) Великої Вітчизняної війни. Була повішена в числі дванадцяти страчених під час першої на окупованій території СРСР публічно-показовій страті, проведеної окупаційною владою Мінська 26 жовтня 1941 року. Її ім'я довгий час залишалося невстановленим.
Двоюрідна племінниця скульптора, Героя Соціалістичної Праці, Народного художника СРСР Заїра Азгура.

## Біографія
Маша Брускіна жила в Мінську з матір'ю, старшим товарознавцем Управління Книжкової торгівлі Держвидаву БССР. Добре вчилася, багато читала, відрізнялася активною громадянською позицією. Була піонервожатою і членом комітету комсомолу школи. У газеті «Піонер Білорусі» від 18 (8?) грудня 1938 бу їхла поміщена фотографія Маші з підписом: «Маша Брускіна — учениця 8 класу 28-ї школи міста Мінська. У неї з усіх предметів лише хороші і відмінні оцінки». У червні 1941 року Марія Брускіна закінчила Мінську СШ № 28. 
28 червня в місто увійшли підрозділи вермахта, розпочався період окупації Мінська. Активна життєва позиція М. Брускіної не дозволяла їй бездіяти. Спочатку вона ходила в концтабір «Дрозди», носила полоненим їду і воду. Потім влаштувалась працювати медичною сестрою в госпіталь-табір для радянських військовополонених, розташований на території Білоруського політехнічного інституту і почала співпрацювати з  підпільною групою по спасінню командирів и політпрацівників Червоної Армії (які знаходились в госпіталі), яка керувалася робітником Мінського вагоноремонтного заводу ім. Мясникова К. І. Трусом (Трусовим) і культпрацівником 3-ї райлікарні О. Ф. Щербацевичем. Через знайомих М. Брускіна добувала і приносила в госпіталь для полонених медикаменти, перев'язочний матеріал, штатську одежу, різні документи. Їй вдалось достати і передати в госпіталь фотоаппарат (за нездачу і зберігання якого міг бути розстріл). З допоомогою фотоапарата виготовлялися документи, які надавались військовополоненим. Крім того, Маша розповсюджувала зведення Інформбюро про становище на фронті. Із показів дружини К. І. Трусова:
|  | Я г-ка Трусова Александра Владимировна подтверждаю, что на фотографии, где изображены мой муж Трусов Кирилл Иванович, девушка с фанерным щитом и подростком перед казнью. Мне известно, что девушка часто бывала у нас на квартире, приносила шрифт и ещё какой-то сверток. Предполагаю, что одежда. Муж называл её Марией.Муж инструктировал её, где и как прятать оружие. |

Частина військовополонених, яких вдалося вивести з госпіталю, було вирішено кількома групами переправити через лінію фронту. В одній з таких груп (разом з О. Ф. Щербацевіч і її сином Володею Щербацевічем) йшов колишній військовополонений Борис Рудзянко. Самовільно відокремившись від своєї групи, він повернувся до Мінська, де був затриманий німцями і на допиті видав підпілля
Б. Рудзянко був завербований співробітником «АНСТ-Мінськ» (орган абверу) білоемігрантом фон Якобі. 16 травня 1951 року Борис Михайлович Рудзянко (1913 року народження, уродженець селища Товен Оршанського району Вітебської області, білорус) був засуджений за зраду Батьківщині за статтею 63-2 КК БРСР до вищої міри покарання — розстрілу.
14 жовтня 1941 року М. Брускіна була арештована, а 26 жовтня 1941 року в Мінську була здійснена страта дванадцяти підпільників, повішених в різних місцях міста групами по троє чоловік за «виготовлення фальшивих паспортів і причетність до партизанського центру, що розташовувався в лазареті для російських військовополонених». Маша Брускіна разом з товаришами по підпіллю, Кирилом Трусом (Трусовим) і Володею (Владленом) Щербацевічем (Ольга Щербацевіч була страчена в той же день в іншому місці міста), була повішена на арці воріт дрожжепаточного заводу на вулиці Ворошилова (з 1961 року — вулиця Жовтнева). Страта була здійснена карателями 2-го литовського батальйону допоміжної поліцейської служби під командуванням майора Антанаса Імпулявічуса і знімалася на плівку фотографом з Каунаса.

## Дослідження фотографій страти і встановлення імені М. Брускіної в післявоєнний період
У роки окупації в Мінську існувала фотомайстерня фольксдойча Бориса Вернера, в якій німці виявляли і друкували свої знімки. У ній з червня 1941 року по 1944 рік працював Олексій Сергійович Козловський. Приблизно в листопаді 1941 року в його руки потрапила для обробки плівка, на якій була знята страта, вчинена 26 жовтня. Він зробив відбитки для господаря і, крім того, дублікати знімків, які заховав у підвалі в жерстяній банці з-під авіаційної рулонної плівки. За роки окупації Мінська йому вдалося зібрати 287 фотографій. Всі ці знімки були передані А. С. Козловським органам радянської влади після звільнення Мінська.
Фотографії дівчини і двох її товаришів увійшли до багатьох книг про Велику Вітчизняну війну. Вони фігурували на Нюрнберзькому процесі документами звинувачення нацистських злочинців. Вони також експонуються в Мінському музеї історії Великої Вітчизняної війни.
Ім'я Кирила Івановича Трусова вдалося встановити швидко, його впізнала дружина, коли фото з'явилося в газеті. Володю Щербацевіча впізнали в середині 1960-х років, завдяки зусиллям слідопитів 30-ї Мінської середньої школи. Указом Президії Верховної Ради СРСР від 10 травня 1965 року К. І. Трус і В. І. Щербацевіч були посмертно нагороджені орденом Вітчизняної війни 1-го ступеня. Дівчина, зображена на фотографіях, довго залишалася (і вважалася в документах) Невідомою.
Першими публікаціями про Машу Брускіну стала серія статей Володимира Фрейдіна в газеті «Вечерний Минск» 19, 23 і 24 квітня 1968 року під назвою «Вони не стали на коліна» і стаття Льва Аркадьєва «Безсмертя» в газеті «Труд» 24 квітня 1968 року. В результаті журналістського розслідування щодо встановлення імені М. Б. Брускіної, проведеного Л. Аркадьєвим і А. Діхтярь, її ім'я було офіційно підтверджено заступником начальника науково-технічного відділу УООП (Управління охорони громадського порядку) Мосміськвиконкому експертом — криміналістом підполковником Ш. Г. Кунафіним. Однак реакція офіційних інстанцій на ідентифікацію дівчини була негативною. Як пише історик Яків Басін, після розриву дипломатичних відносин між СРСР і Ізраїлем через Шестиденну війну в країні почалося посилення антисемітських настроїв, і ідентифікація героїні підпілля як єврейки виявилася суперечливою ідеологічній позиції влади. Журналісти Володимир Фрейдін і Ада Діхтярь, які займалися збором матеріалів для встановлення особи М. Брускіною, були змушені змінити роботу.
Офіційного визнання не було, але дискусія тривала. У неї були залучені вчені, криміналісти, журналісти і громадські діячі. Публічне обговорення питання відновилося в 1985 році після виходу документальної повісті Льва Аркадьєва і Ади Діхтярь «Невідома».
Ряд істориків (наприклад, завідувач відділом військової історії Інституту історії Національної академії наук доктор історичних наук Олексій Литвин) наполягали, що документи і свідоцтва не дозволяють зробити однозначний висновок про те, що дівчина, зображена на фотографіях, саме Марія Брускіна. Інші (наприклад, доктор історичних наук, професор Еммануїл Іоффе) вважали, що ідентифікація проведена коректно.
Меморіальний музей Голокосту у США присудив випускниці 28-ї Мінської школи Марії Борисівні Брускіній Медаль Опору з таким формулюванням:
21 жовтня 1997 року дві такі медалі були символічно вручені Льву Аркадьєву і Аді Діхтярь. 
Кенотаф М. Б. Брускіної встановлений в Москві на Донському кладовищі. Її ім'я і фотографія, зроблена в день страти, були додані на плиту, що закриває нішу, в якій міститься урна з прахом її батька Б. Д. Брускіна.
Офіційне визнання в Білорусії відбулося в лютому 2008 року, коли меморіальну дошку на місці страти було замінено, і на ній з'явилося ім'я Марії Брускіної.
Історія зі стратою дванадцяти підпільників в осінньому Мінську 1941 року мала трагічне продовження в 1997 році в Німеччині. На пересувній фотовиставці «Війна на знищення. Злочини вермахту 1941—1944»', організованій Гамбурзьким інститутом соціальних досліджень і проходила в Мюнхені, одна з відвідувачок, німецька журналістка Аннегріт Айххорн (Eichhorn, Annegrit (1936—2005), на тій фотографії, де німецький офіцер накидає петлю на шию М. Брускіної, впізнала в офіцерові, що стоїть поруч з місцем страти, свого батька Карла Шайдеманна. Вона не змогла жити з цим вантажем і покінчила життя самогубством. Однак, за іншою версією, Айххорн переплутала свого батька з литовським поліцейським Антанасом Імпулявічюсом.

## Пам'ять
В СРСР і в Білорусії пам'ять Марії Брускіної була увічнена до лютого 2008 року. На всі звернення з додатком документальних свідчень йшли стандартні відписки з усіх відомств, що особу дівчини не підтверджено. Лише 29 лютого 2008 року Мінський міськвиконком ухвалив рішення № 424, в якому, зокрема, сказано, що з метою увічнення пам'яті учасниці Мінського антифашистського підпілля Марії Борисівни Брускіної Мінський міський виконавчий комітет вирішив внести зміни в текст меморіальної дошки, встановленої на будинку № 14 по вул. Жовтневій, і викласти його в такій редакції: «Тут 26 жовтня 1941 року фашисти стратили радянських патріотів К. І. Труса, В. І. Щербацевіча і М. Б. Брускіну» . А 1 липня 2009 біля прохідної Мінського дріжджового заводу на місці страти Брускиної і її товаришів був відкритий новий пам'ятний знак.

Раніше, 7 травня 2006 року, в Ізраїлі в Кфар ха-Ярок Марії Брускіній був встановлений пам'ятник. 29 жовтня 2007 в єрусалимському кварталі Пісгат Зеєв відбулася офіційна церемонія присвоєння одній з вулиць імені Маші Брускіної. 

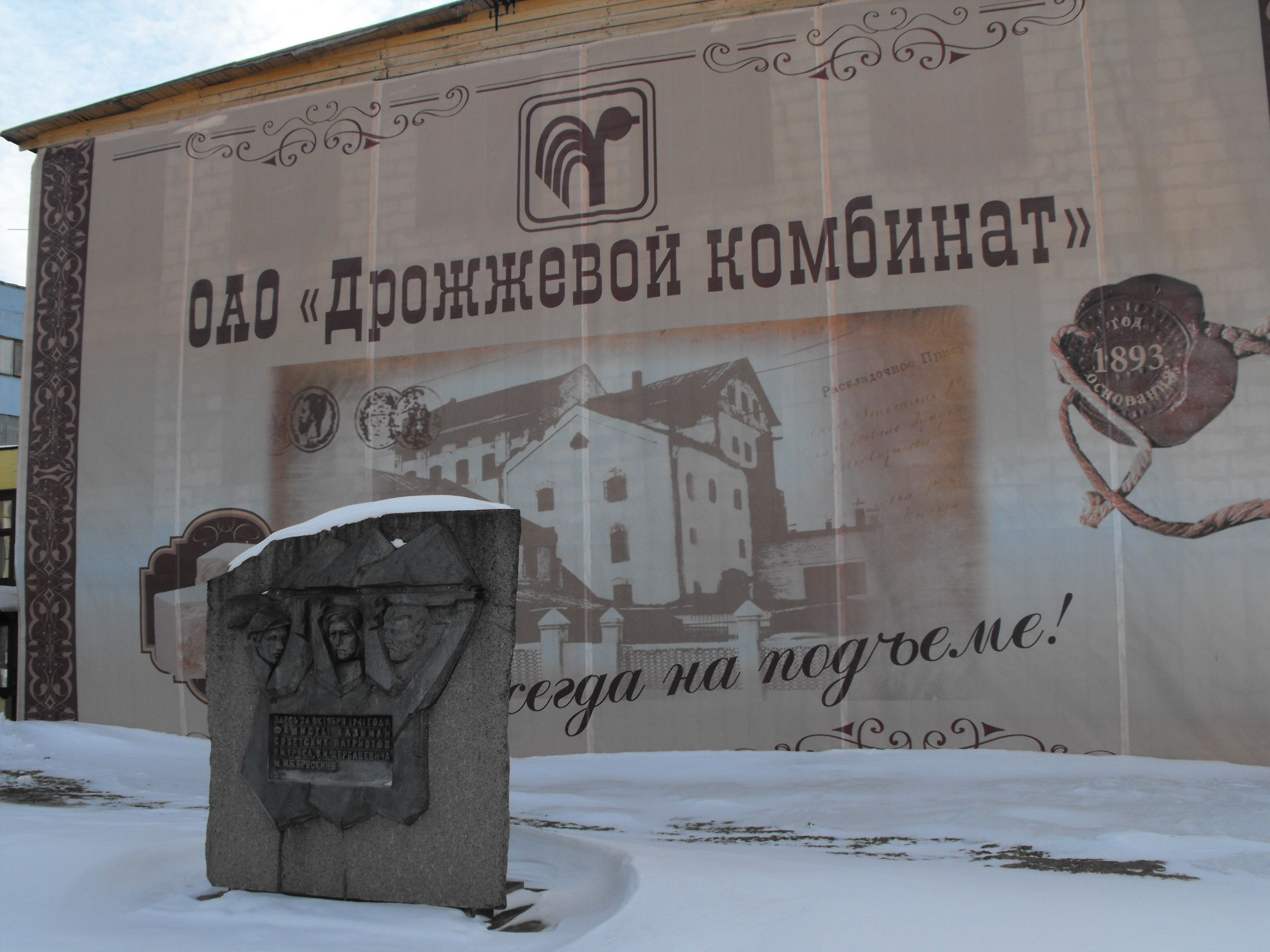
Пам'ятний знак біля прохідної Мінського дріжджового заводу на місці страти К. І. Трусова, В. І. Щербацевіча і М. Б. Брускіної.
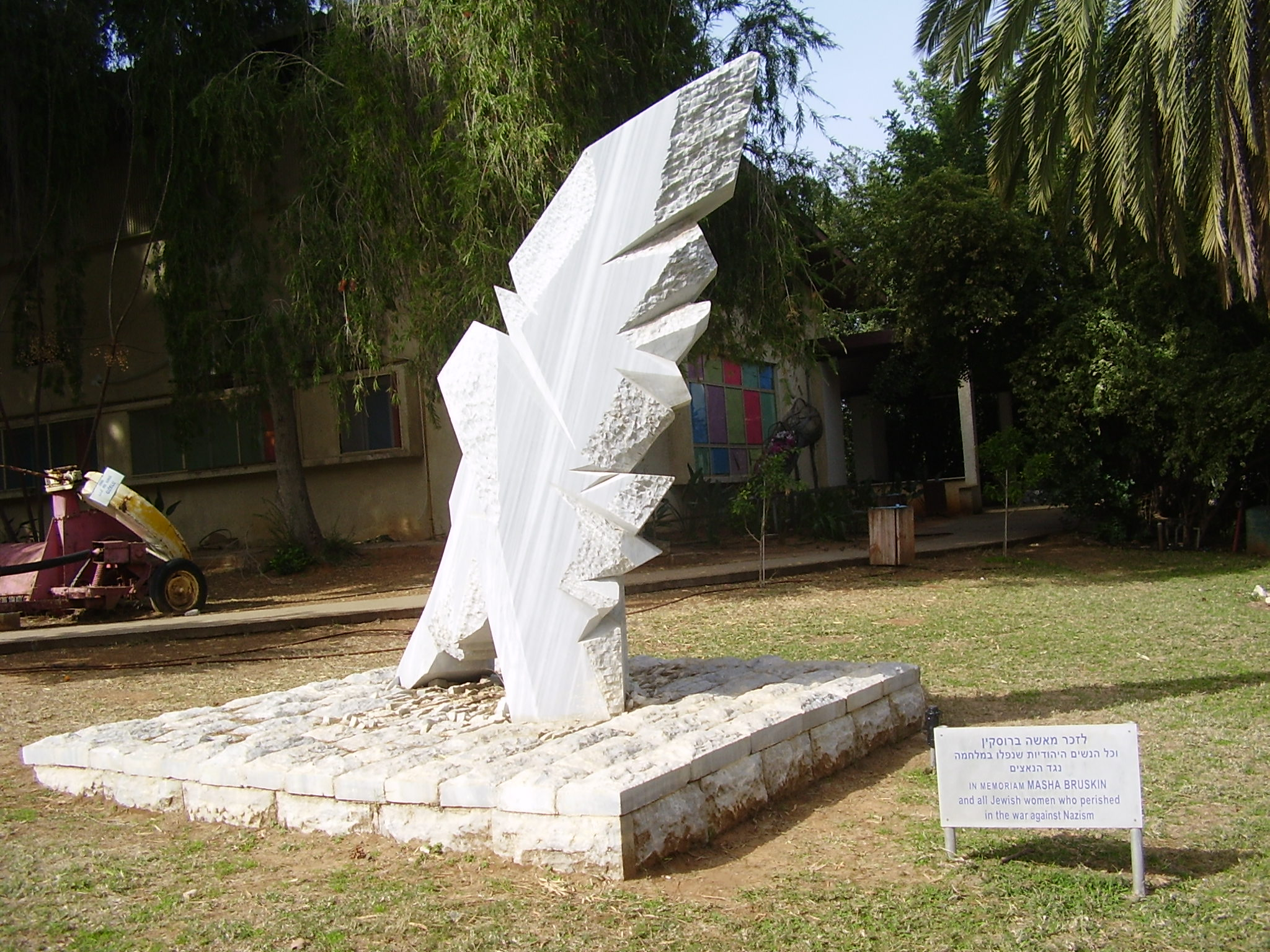
Пам'ятник М. Брускіній і іншим єврейським жінкам, які боролися з нацистами. Кфар ха-Ярок.

 Режисер-документаліст Анатолій Алай зняв на кіностудії «Білорусьфільм» перший фільм «Бумеранг» з задуманої дилогії про страту 26 жовтня 1941 року мінських борців з нацизмом. Назва фільму нагадує про історію самогубства Аннегріт Айхьхорн.